# Bradly Sinden
Bradly John Sinden (* 19. September 1998 in Doncaster) ist ein britischer Taekwondoin. Er startet in der Gewichtsklasse bis 68 Kilogramm.

## Erfolge
Bradly Sinden nahm zunächst in der Gewichtsklasse bis 63 Kilogramm an internationalen Wettkämpfen teil. 2017 sicherte er sich in Muju bei den Weltmeisterschaften ebenso wie 2018 bei den Europameisterschaften in Kasan die Bronzemedaille. Ein Jahr später wurde er in Manchester in der Gewichtsklasse bis 68 Kilogramm schließlich als erster britischer Taekwondoin Weltmeister. Bei den Europameisterschaften 2021 in Sofia wurde er in derselben Gewichtsklasse außerdem Vizeeuropameister.
Kurz darauf nahm er an den ebenfalls 2021 stattfindenden Olympischen Spielen 2020 in Tokio teil, für die sich aufgrund seines Weltmeisterschaftstitel qualifiziert hatte. In seiner Konkurrenz erreichte er nach vier Siegen das Finale, in dem er auf den Usbeken Ulugʻbek Rashitov traf. Diesem unterlag er mit 29:34 und erhielt so die Silbermedaille. Bei den Olympischen Spielen 2024 in Paris schied Sinden in seiner Konkurrenz im Halbfinale gegen Zaid Kareem aus Jordanien aus. Zu seinem abschließenden Kampf um Bronze gegen den Chinesen Liang Yushuai trat er verletzungsbedingt nicht an.